# John Ambrose Abasolo y Lecue
John Ambrose Abasolo y Lecue OCD (ur. 23 września 1904 w Amorebieta, zm. 10 stycznia 1982) – hiszpański duchowny rzymskokatolicki, w latach 1949-1971 biskup Vijayapuram, karmelita bosy. Uczestnik II Soboru Watykańskiego. 

## Życiorys
Urodził się 23 września 1904 w Amorebieta na północy Hiszpanii.
Dzień po swoich 23 urodzinach 24 września 1927 został wyświęcony na kapłana w zakonie karmelitów bosych. 25 grudnia 1949 papież Pius XII mianował go biskupem Vijayapuram. Sakrę biskupią otrzymał 11 czerwca 1950 z rąk arcybiskupa Gaetano Cicognani, nuncjusza apostolskiego w Hiszpanii. Brał udział jako ojciec soborowy we wszystkich 4 sesjach Soboru Watykańskiego II. 16 stycznia 1971 przeszedł na emeryturę, zmarł 11 lat później 10 stycznia 1982.